# Ofensiva de Kíiv (2022)
|  | Aquest article es refereix a esdeveniments derivats de la Invasió russa d'Ucraïna del 2022. |

|  | Aquest article tracta del conjunt d'operacions militars al voltant de la corresponent Batalla de Kíiv |

L'ofensiva de Kíiv fou un teatre d'operacions durant la invasió russa d'Ucraïna el 2022. Va ser iniciada per Rússia amb l'objectiu de controlar la capital d'Ucraïna, Kíiv, i l'oblast circumdant. El matí del 24 de febrer, les Forces Armades russes van entrar a l'óblast i es van enfrontar amb les Forces Armades d'Ucraïna. El comandament militar i el govern polític d'Ucraïna té la seu a l'oblast. L'ofensiva va fracassar i, entre el 30 de març i el 4 d'abril, les Forces Armades ucraïneses van reprendre el control de totes les poblacions al nord de l'óblast de Kíiv, així com de la central nuclear de Txernòbil.

## Cronologia

### 24 de febrer
El matí del 24 de febrer, l'artilleria i els míssils russos van colpejar objectius a l'oblast de Kíiv, inclòs l'aeroport principal de Kíiv, l'aeroport internacional de Boryspil.
Més tard, les forces russes van travessar la frontera amb Ucraïna des de Belarús fins al nord. A la batalla de Txernòbil van capturar la central nuclear de Txernòbil, que es troba a prop de la frontera.
Més tard durant el dia, els paracaigudistes russos van aterrar a l'aeroport d'Hostomel i en van prendre el control breument, començant la batalla de l'aeroport d'Antonov. Segons informes ucraïnesos, els paracaigudistes russos van ser posteriorment repel·lits per les tropes ucraïneses. Les forces russes també han intentat aterrar a l'embassament de Kíiv i als voltants.
La nit del 24 de febrer, el president d'Ucraïna, Volodymyr Zelenskyy, va declarar que "grups subversius" s'acostaven a Kíiv. Aquella nit, el secretari de Defensa dels Estats Units, Lloyd Austin, va dir durant una conversa amb congressistes que algunes unitats d'infanteria mecanitzada russes havien avançat a menys de 20 milles (32 km) de Kíiv.

### 25 de febrer
El matí del 25 de febrer, la Força Aèria Russa va continuar el seu bombardeig de la capital, bombardejant el centre de Kíiv. Les forces ucraïneses van abatre un avió rus sobre Kíiv; l'avió es va estavellar contra un complex d'apartaments de nou pisos i va calar foc a l'edifici.
A les 06:47 (GMT+2), una unitat de l'exèrcit ucraïnés va fer detonar un pont sobre el riu Teteriv prop d'Ivankiv, acció que reeixí a aturar una columna de tancs rus que avançava des de Txernòbil. L'Estat Major de les Forces Armades d'Ucraïna va dir més tard que els soldats d'assalt aerotransportat ucraïnesos s'havien enfrontat als russos en una escaramussa a Ivankiv i Dymer.
A mig matí, sabotejadors russos vestits de soldats ucraïnesos havien entrat al districte d'Obolon, una zona a la part nord de Kíiv que es troba a unes 6 milles (9.7 km) de la Rada Suprema. Durant tot el dia en la batalla de Kíiv, es van sentir tirotejos en diversos barris de la ciutat; oficials ucraïnesos van descriure els tirotejos com a resultat d'enfrontaments amb les tropes russes.
Alguns soldats russos van poder trencar la defensa ucraïnesa a Ivankiv, tot i que la batalla va continuar durant tot el dia. Segons el Ministeri de Defensa de Rússia, les forces russes van poder avançar i capturar l'aeroport d'Hostomel després d'un assalt a terra, amb la qual cosa aconseguiren una zona d'aterratge clau per a les forces russes a només 10 quilòmetres de Kíiv.
Zelenski va instar els ciutadans a lluitar amb còctels molotov. Les Forces de Defensa Territorial de reserva es van activar per defensar la capital. També es van distribuir 18.000 pistoles als residents de Kíiv que estaven disposats a lluitar.

### 26 de febrer

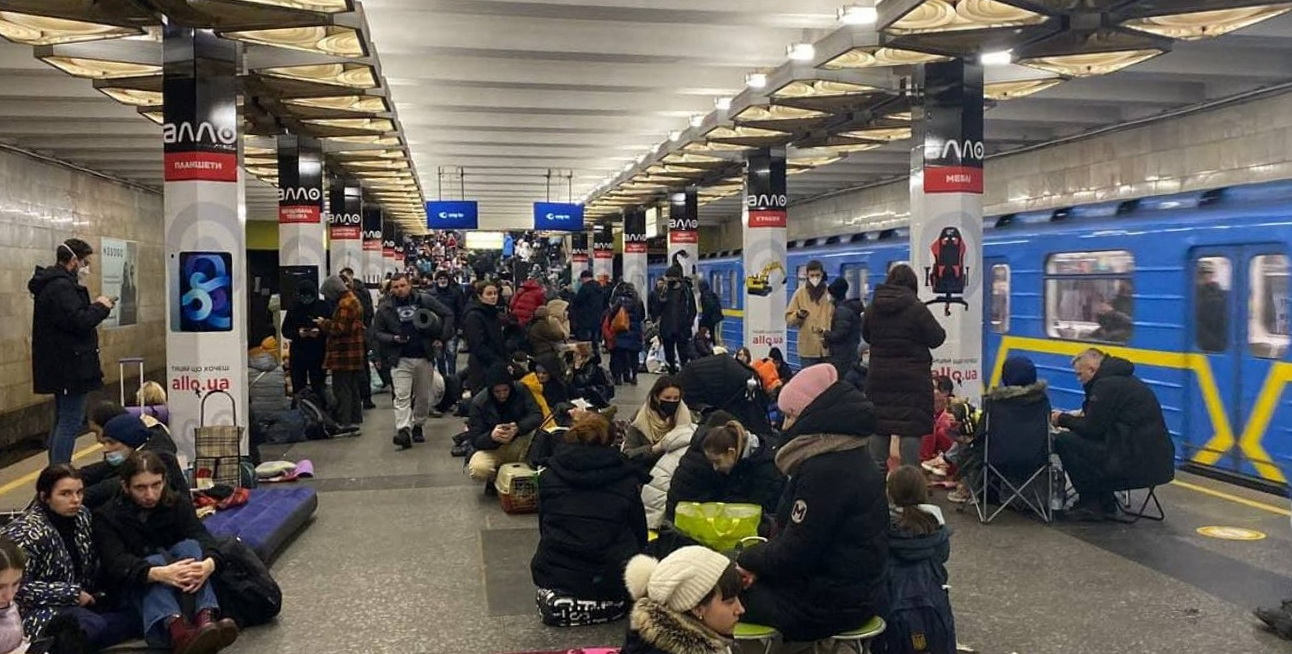
Estació del metro de Kíiv convertida en un refugi per a persones

A primera hora del matí del 26 de febrer, paracaigudistes russos van començar a aterrar a la ciutat de Vasilkiv, just al sud de Kíiv, per tal de capturar la base aèria de Vasilkiv. En la batalla següent, començaren forts combats pel control de la ciutat. Informes ucraïnesos afirmen que a la 01:30, un avió de caça Su-27 ucraïnès va abatre un Ilyushin Il-76 rus que transportava paracaigudistes sobre Vasilkiv. Més tard, dos oficials nord-americans van dir que un segon Il-76 rus havia estat abatut sobre la ciutat pròxima de Bila Tserkva. Malgrat l'acció antiaèria d'Ucraïna, paracaigudistes russos van poder aterrar al sud de Kíiv, concretament al voltant de Vasilkiv, i van entrar en contacte amb les tropes de les forces de la guàrdia local. A les 07:30, els oficials ucraïnesos van informar que els defensors, amb suport aeri, havien repel·lit amb succés els paracaigudistes.
Les forces russes van començar a atacar formalment Kíiv més tard, a primera hora del matí, bombardejant la ciutat amb artilleria i intentant capturar una central elèctrica i una base militar dins de la ciutat. Les forces ucraïneses van poder defensar tots dos objectius. La batllessa de Vasilkiv, Natalia Balasinovich, va dir que la ciutat havia estat defensada amb èxit per les forces ucraïneses i que els combats s'havien acabat.
La central hidroelèctrica de Kíiv, situada just al nord de la ciutat al suburbi de Vyshhorod, va ser capturada per les forces russes. El 26 de febrer, les forces ucraïneses van recuperar la central elèctrica. Les defenses aèries d'Ucraïna també van interceptar un míssil suposadament dirigit a la planta. Interfax va afirmar que si la presa de la planta fallara, les inundacions podrien destruir "tota la riba esquerra de Kíiv".

### 27 de febrer
Els atacs aeris russos es van fer servir a Vasylkiv i a Kíiv,  inclòs un en un lloc d'eliminació de residus radioactius prop de Kíiv, encara que el lloc no va resultar il·lès. Un altre grup d'atac rus va començar a apropar-se a Kíev des del nord-est després de passar per alt la ciutat de Txerníhiv. Vitali Klitschko, l'alcalde de Kíiv, va dir a Associated Press que Kíiv havia estat "completament encerclada". Tanmateix, les seves declaracions es van retractar poc després.

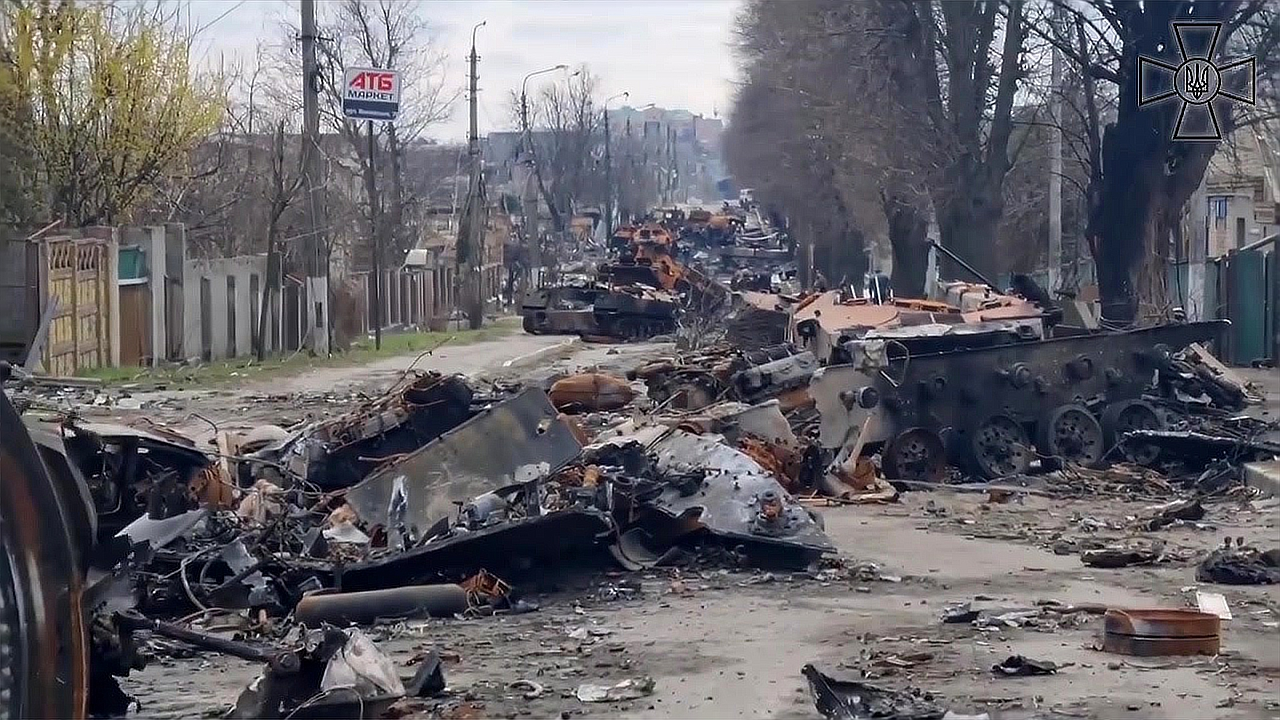
Carrer Vokzalna de Butxa (óblast de Kíiv d'Ucraïna) on es va destruir una columna militar russa el 27 de febrer de 2022

La lluita es va apropar a Butxa, quan el 36è Exèrcit d'Armes Combinat i les forces especials russes es van acostar a la ciutat. L'artilleria russa va començar a bombardejar la ciutat al mateix temps, causant diverses baixes civils, suposadament també ferint l'alcalde de Butxa, Anatoliy Fedoruk. A mesura que la lluita es va desenvolupar, els avenços russos van permetre a les unitats avançar cap a Irpín. Les forces ucraïneses van utilitzar artilleria per bombardejar els combois russos per aturar l'avanç, i van destruir un pont que unia Butxa i Irpin. Segons l'alcalde d'Irpín, Oleksandr Markushin, les forces russes van ser atrapades i destruïdes.

### 28 de febrer
Es van informar atacs de míssils a Brovarý, però Kíiv estava relativament lliure de combat directe. Les forces ucraïneses van reclamar la destrucció d'una columna russa a Makariv. La lluita aquí havia esclatat un dia abans.
Les forces ucraïneses van atacar i van destruir una columna blindada a Butxa.

## Retirada russa
El 16 de març, el govern ucraïnès va anunciar que les seves forces havien iniciat una contraofensiva per repel·lir les forces russes que s'acostaven a Kíiv. Els combats van tenir lloc a Butxa, a Hostomel i Irpín.
El 29 de març de 2022, el viceministre de defensa rus, Alexander Fomin, va informar que a causa del compliment de la primera fase de l'autoqualificada com a «Operació militar especial a Ucraïna» i de cara a millorar la confiança ucraïnesa en les següents rondes de converses per a la pau previstes a Istanbul, les Forces Armades de Rússia es començarien a retirar dels fronts de les óblast de Kíiv i Txerníhiv.
L'endemà, Ucraïna va confirmar que els soldats russos s'estaven retirant cap a Belarús al front de Kíiv. La intel·ligència militar britànica a la zona, va indicar que la retirada russa es podia deure a la destacable quantitat de baixes sofertes per moltes de les unitats desplegades a la zona.
Entre el 30 de març i el 4 d'abril, les Forces Armades d'Ucraïna van reprendre el control de totes les poblacions al nord de l'óblast de Kíiv, així com de la central nuclear de Txernòbil.